# Pentaphylacaceae
Pentaphylacaceae je čeleď vyšších dvouděložných rostlin z řádu vřesovcotvaré (Ericales). Jsou to dřeviny s jednoduchými střídavými listy a málo nápadnými květy, rozšířené v tropech téměř celého světa.

## Popis
Pentaphylacaceae jsou keře a stromy s jednoduchými střídavými listy bez palistů. Rostliny jsou jednodomé, výjimečně (Frezieria) dvoudomé. Listy jsou spirálně nebo dvouřadě uspořádané, většinou kožovité a lesklé. Květenství jsou úžlabní vrcholičnatá, případně v hroznech (Pentaphylax) nebo jsou květy jednotlivé. Květy jsou pravidelné, pětičetné, kalich i koruna volné. Korunní lístky jsou bílé nebo růžové a často poněkud dužnaté. Tyčinek je 10 až 30, zřídka více nebo 5 (Pentaphylax). Semeník je svrchní, řidčeji polospodní (Symplococarpon), srostlý ze 3, řidčeji ze 2 nebo 5 plodolistů a se stejným počtem komůrek a volných krátkých čnělek. U rodu Pentaphylax je čnělka jediná. V každém plodolistu je 1 až 20 vajíček. Plody jsou suché nebo dužnaté, nepukavé nebo nepravidelně či kruhovitě pukavé, se 3 až 60 semeny. Semena jsou drobná, někdy s míškem.

## Rozšíření
Čeleď zahrnuje 12 rodů a asi 340 druhů. Je pantropicky rozšířena, málo zástupců je v Africe a téměř chybí v Austrálii. Jeden druh roste na Kanárských ostrovech (Visnea mocanera).

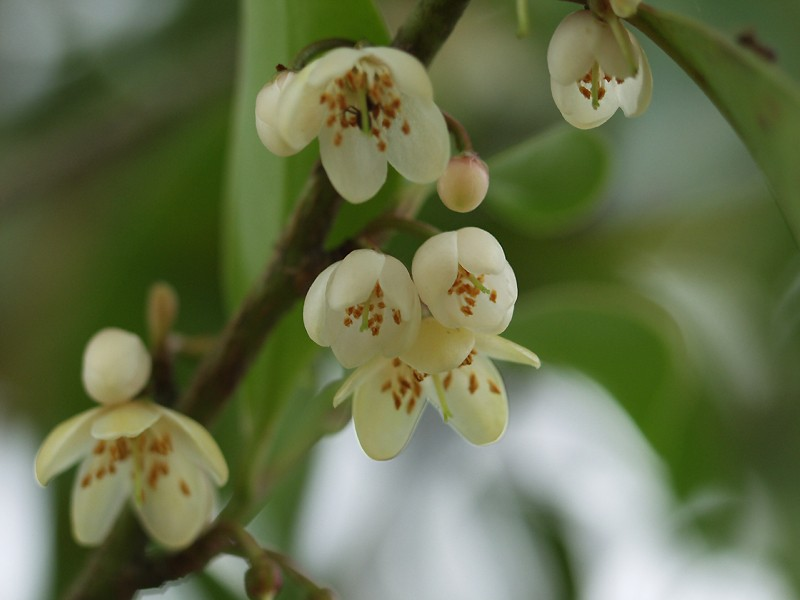
Květy Cleyera japonica
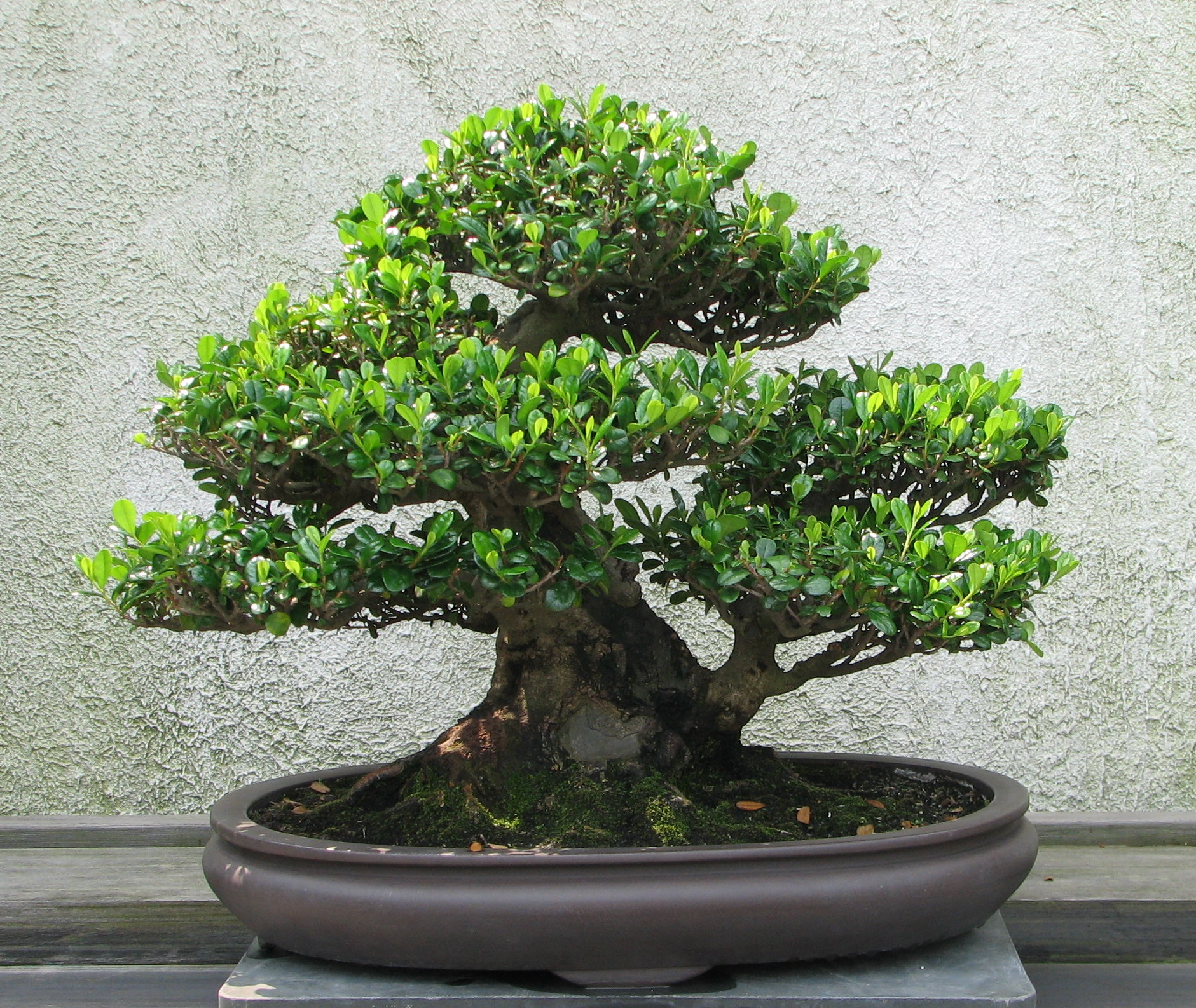
Eurya emarginata jako bonsaj
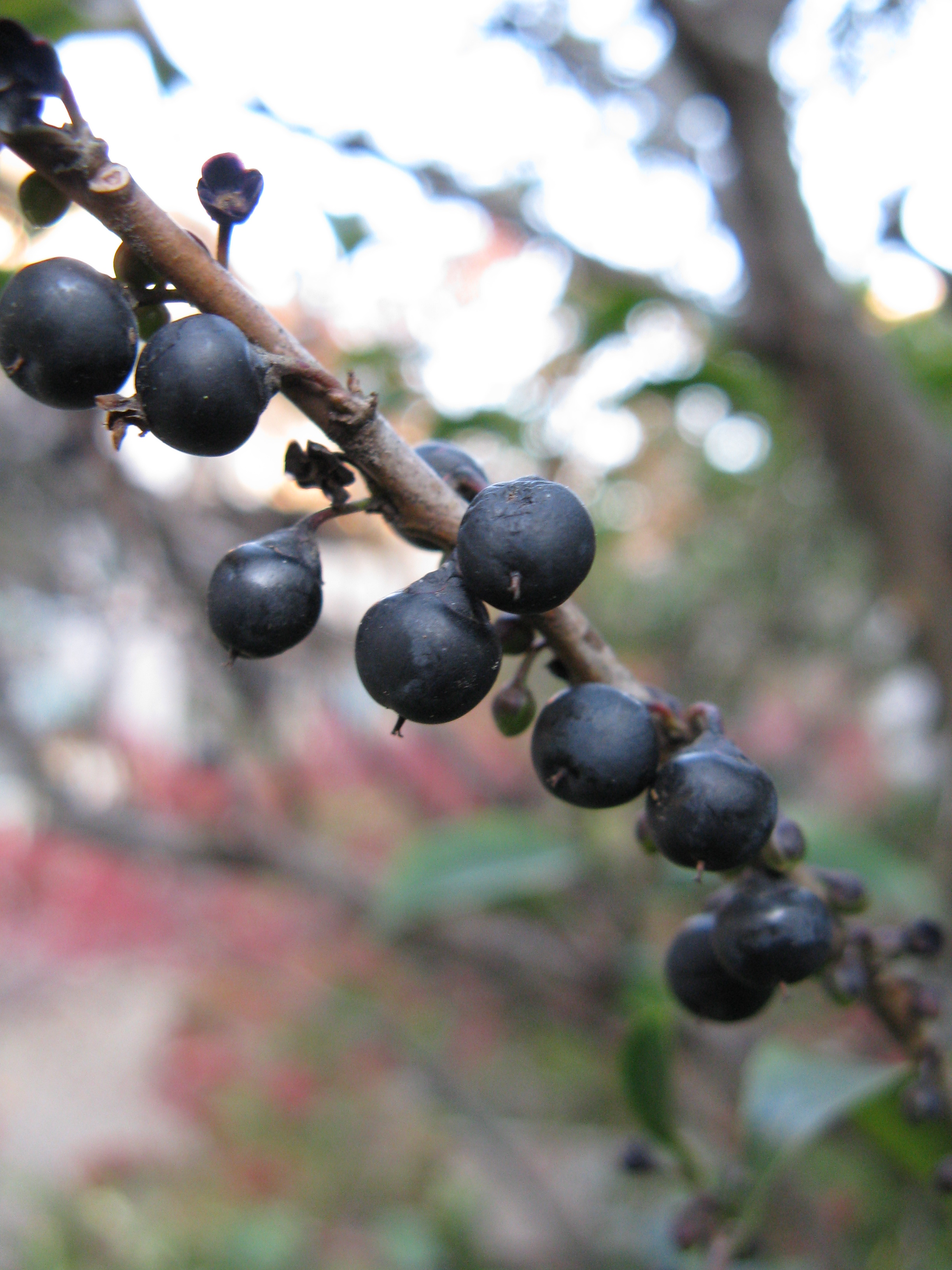
Plody Eurya japonica
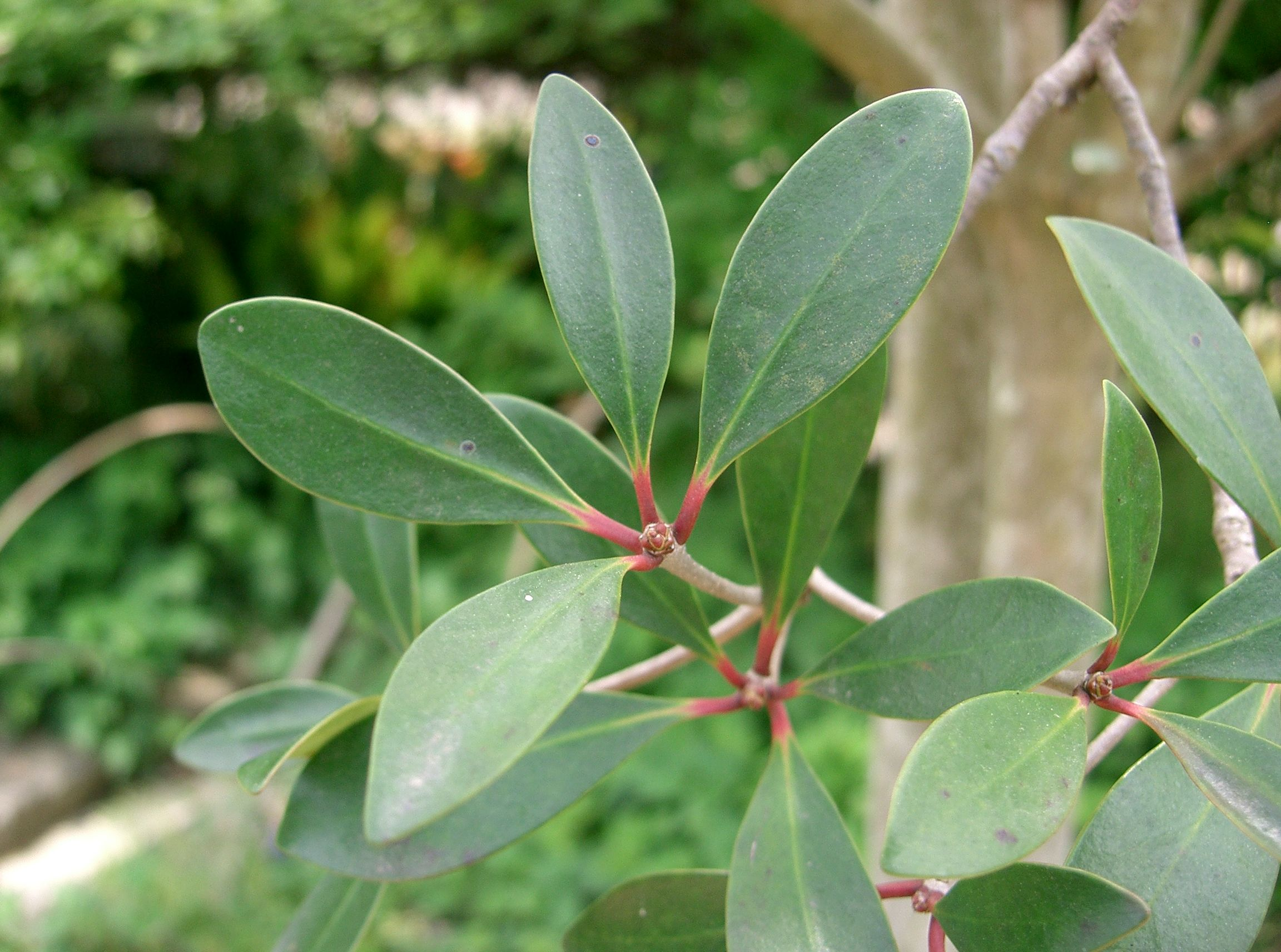
Listy Ternstroemia gymnanthera

## Taxonomie
Pentaphylacaceae byla původně monotypická čeleď obsahující jediný druh, Pentaphylax euryoides. Když bylo molekulárními metodami zjištěno, že čeleď čajovníkovité (Theaceae) je parafyletická, bylo z ní v systému APG I vyčleněno 10 rodů do čeledi Terstroemiaceae. V systému APG II z roku 2003 je pak tato čeleď sloučena s čeledí Pentaphylacaceae.
Čeleď Pentaphylacaceae se v současném pojetí dělí na 3 podčeledi:
- Pentaphylaceae – jediný druh, Pentaphylax euryoides, jv. Asie
- Ternstroemieae – 2 rody (Ternstroemia a Anneslea), přes 100 druhů – tropická Amerika, v. a jv. Asie (zvláště Malajsie), s. Austrálie, trop. Afrika
- Frezierieae – 9 rodů, asi 230 druhů, Asie, trop. Amerika, rovníková Afrika a Kanárské ostrovy[1]

## Zástupci
- eurye (Eurya)
- doznice (Visnea)
- freziera (Freziera)
- okrovák (Ternstroemia)
- žerava (Cleyera)[3]

## Význam
Cleyera ochnacea je posvátným stromem šintoismu a je často pěstována v hájích v okolí svatyní. Doznice má jedlé plody, které konzumovali domorodci z Kanárských ostrovů.

## Přehled rodů
Adinandra, Anneslea, Balthazaria, Cleyera, Eurya, Freziera, Killipiodendron, Paranneslea, Pentaphylax, Symplococarpon, Ternstroemia, Ternstroemiopsis, Visnea